# Airbagschutz
Ein Airbagschutz ist ein Hilfsgerät zur Hilfe bei Verkehrsunfällen. Er dient dazu, Verunfallte und Einsatzkräfte vor den Folgen eines unkontrolliert auslösenden Airbags zu schützen. Die Wucht eines auslösenden Airbags kann zu schweren, schlimmstenfalls tödlichen Verletzungen führen.

## Hintergrund
Ein oder mehrere Airbags finden sich in nahezu jedem modernen Fahrzeug. Sie können im Falle eines Unfalles zur Gefahr für Unfallopfer und Retter werden, denn es besteht die Gefahr, dass Airbags z. B. während Rettungsarbeiten mit dem hydraulischen Rettungssatz unvermittelt auslösen. Der Airbagschutz dient dazu, dieses Risiko zu minimieren, zumindest was den  Fahrer- und Beifahrerairbag betrifft.

## Funktionsweise
Der Airbagschutz besteht aus einem stabilen Netz aus stark belastbarem textilen Material. Das Netz wird über das Lenkrad gezogen und hinter diesem verzurrt. Löst der Airbag nun aus, so verhindert der Airbagschutz ein Aufblasen des Luftsackes. Airbagschutzeinrichtungen gibt es auch für den Beifahrerairbag, wobei hier die sichere Anbringung im Fahrzeug schwieriger ist. Andere Modelle bestehen aus kreisförmigen Platten, in welchen Stahlspitzen verankert sind. Beim Aufblasen des Airbags wird dieser an diesen Stahlspitzen durchlöchert und kann sich somit nicht weiter aufblasen. Gerätschaften zum Schutz der Einsatzkräfte vor Airbags sind in Fachkreisen umstritten, da unmöglich alle Airbags moderner Fahrzeuge gesichert werden können und durch das Einhalten eines Sicherheitsabstands von Airbags ebenfalls relative Sicherheit erzielt werden kann (siehe hierzu auch die AIRBAG-Regel).